# 1258
1258 (MCCLVIII) var ett normalår som började en tisdag i den julianska kalendern.

## Händelser

### Februari
- 10 februari – Bagdads fall och slutet på abbasidkalifatet.

### Okänt datum
- Styret av England reformeras genom Oxfordbestämmelserna vilka ger stor makt åt adeln.

## Födda
- Agnes av Brandenburg, dansk drottning, gift med Erik Klipping.

## Avlidna
- Bero, biskop i Åbo stift.
- Grzymislawa av Luck, storhertiginna av Polen.
- Lars, biskop i Linköpings stift.